# BRD Năstase Țiriac Trophy 2015
BRD Năstase Țiriac Trophy 2015 — тенісний турнір, що проходив на ґрунтових кортах у місті Бухарест, Румунія з 20 квітня. Належав до категорії ATP World Tour 250, був турніром серії Romanian Open 2015 року.

## Фінальна частина

### Одиночний розряд
Гільєрмо Гарсія-Лопес —  Їржі Веселий 7–6(7–5), 7–6(13–11)

### Парний розряд
Маріус Копіл /  Адріан Унгур —  Ніколас Монро /  Артем Сітак 3–6, 7–5, [17–15]